# Джо (фильм, 1970)
«Джо» (англ. Joe) — фильм-триллер американского режиссёра Джона Эвилдсена с участием Питера Бойла и Сьюзан Сарандон (дебют в кино) в главных ролях.

## Сюжет
У благополучного нью-йоркского менеджера средних лет Билли Комптона подрастающая дочь Мелисса увлеклась идеологией хиппи и вступила в любовную связь с одним из активистов этого движения. Тот, среди прочего, промышлял продажей наркотиков и дал своей новой подружке втянуться в их регулярное употребление. Очень скоро пагубная страсть привела её к хронической зависимости, передозировке и экстренной госпитализации. Комптон находит дружка дочери и в припадке гнева убивает его. После этого он приходит в бар, где, за выпивкой, случайно знакомится с крепким и очень «патриотически» настроенным рабочим Джо Курраном, который выражает открытую ненависть ко всему чуждому «превосходству Америки: чернокожим, гомосексуалистам, хиппи». Чувствуя моральную поддержку, Билли публично практически признаётся в совершённом только что преступлении. Случайная встреча неожиданно находит продолжение, день за днём перерастает в непонятную зависимость Билли от Джо и приводит в финале к кровавой бойне в одной из общин хиппи, учинённой этим странным дуэтом.

## В ролях
- Питер Бойл — Джо Курран
- Денис Патрик — Билли Комптон
- Одри Кейр — Джоан Комптон
- Сьюзан Сарандон — Мелисса Комптон